# Сабаское кружево

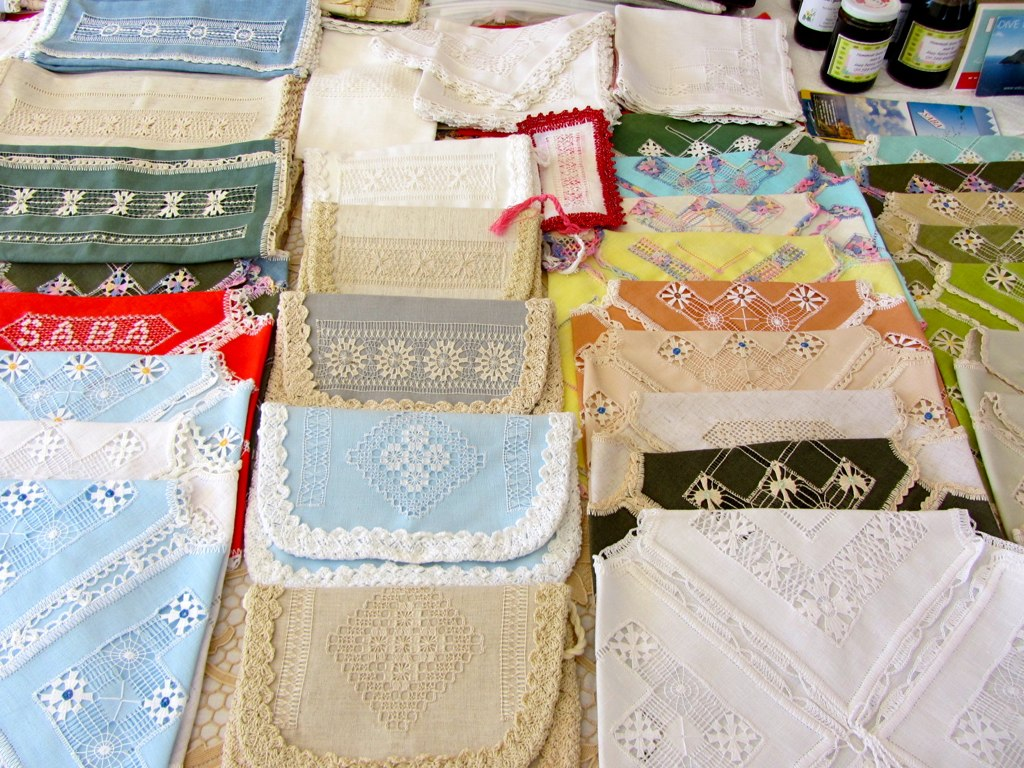
Кружевные работы саба

Сабаское кружево, или, как его называли в ранний период, испанская работа — тип кружева ришелье с мережкой.
Кружево представляет собой  народный промысел рукоделия, зародившейся как кустарное производство на карибском острове Саба в конце XIX века и превратившейся в одну из ведущих отраслей промышленности на острове Саба на рубеже XIX—XX веков.
До 1950-х годов кружевоплетение было одним из ключевых источников дохода в  экономике острова. Ремесло все еще практикуется и является особенностью культуры, привлекающей туристов на остров; ему посвящены две книги на эту тему. Как национальный промысел кружево острова Саба было удостоено Премии принца Бернхарда в области карибской культуры.

## История

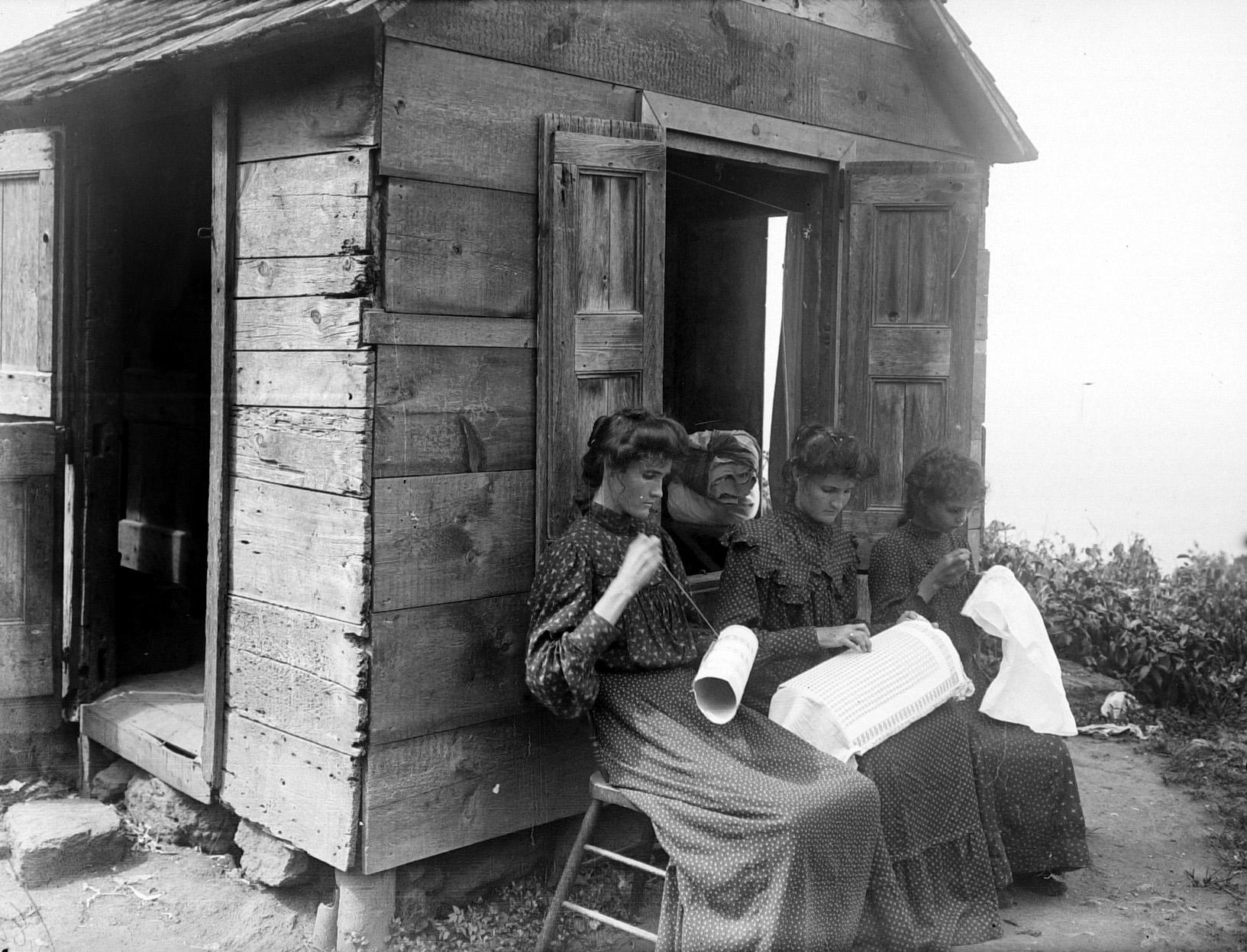
Кружевницы острова Саба

Поскольку в XIX веке у женщин на Сабе было мало возможностей для получения образования, Мэри Гертруда (урожденная Хассел) Джонсон была отправлена на учебу в венесуэльский католический монастырь, где и обучалась кружевоплетению. Она вернулась в 1870-х годах и  стала обучать женщин, как делать мережку. 
В 1884 году была создана почтовая служба с внешним миром, и женщины Сабы стали рассылать свои изделия по почте. Не имея первоначальных списков клиентов, женщины составляли свои собственные, отправляя письма американским компаниям каждый раз, когда на остров поступали товары из Соединенных Штатов. 
К  Первой мировой войне, когда население острова составляло около 2000 человек, 250 женщин работали в кружевном ремесле. 
К 1928 году продажи кружева  приносили 15 000 долларов в год только в США и имели устоявшуюся репутацию высококачественных изделий. 
В течение 1950-х годов кружевоплетение было одним из ведущих источников дохода острова.

## Культурное значение
В 1995 году аспирант Техасского университета в Остине Эрик А. Элиасон приехал в Сабу, чтобы исследовать национальные особенности местного кружевного промысла в своей дипломной работе. Он зафиксировал, что для женщин острова кружево саба было значительной частью их культурного наследия и отметил в своем исследовании этику упорного труда и передачу традиций кружевоплетения. 
По настоянию местных женщин задокументировать ремесло он собрал образцы кружева, сделав копии работ на фотокопировальном аппарате, который был предоставлен Отделом туризма острова Саба. 
В 1997 году он опубликовал «Плоды ее рук: кружева саба, история и узоры». Публикация книги возродила как интерес к ремеслу, так и желание сохранить его наследие. Женщины начали использовать книгу для получения новых моделей. 

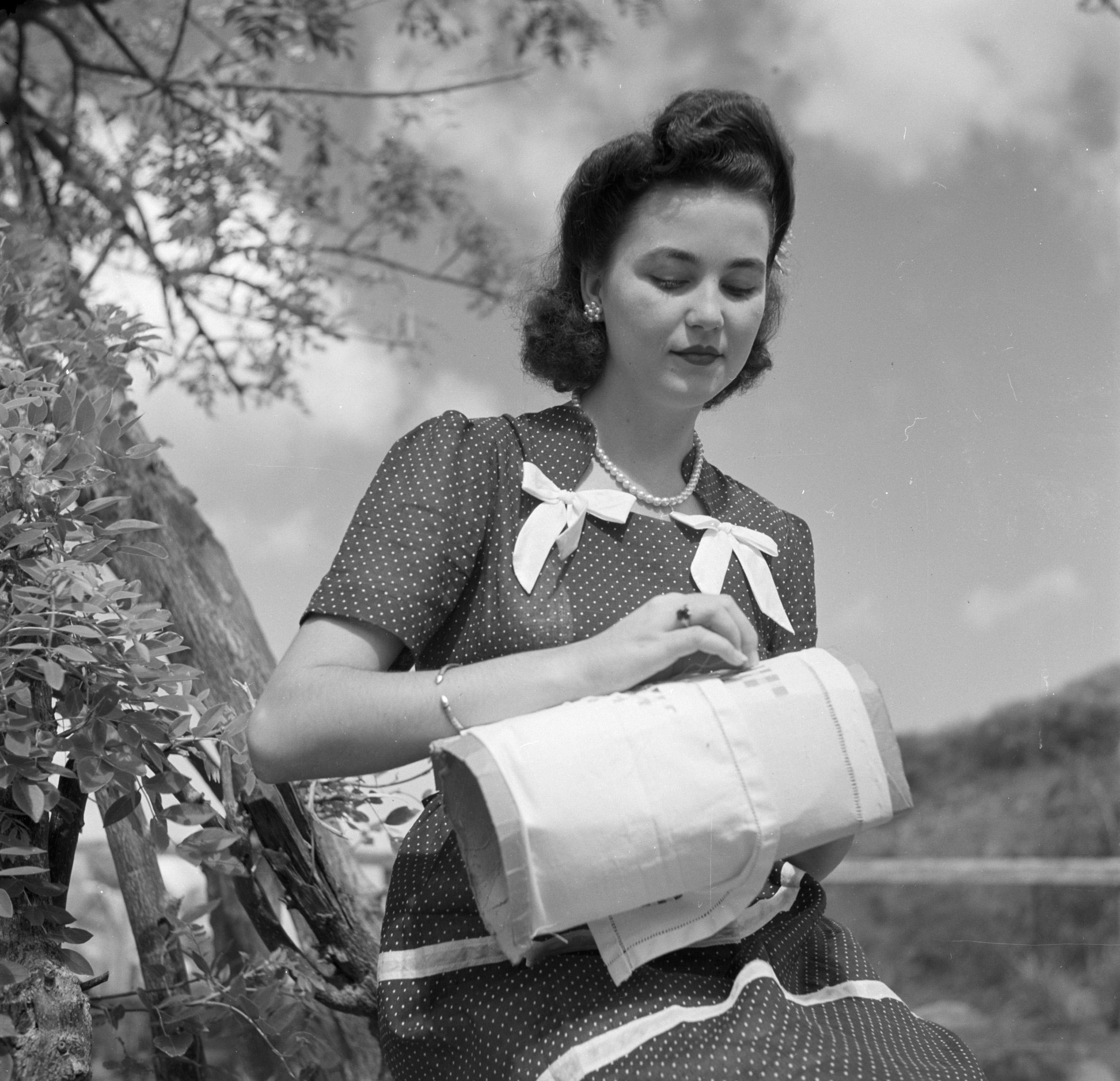
Миссис Джонсон, учительница школы монахинь на Сабе

В 2010 году с помощью студентов Университета Бригама Янга Элиасон подготовил вторую книгу «Сабаские кружевные узоры», в которой задокументированы как сами создатели дизайнов, так и их фирменные узоры. По всему острову есть заведения, торгующие одеждой и столовым бельем, украшенным кружевом саба, которое стало важным культурным символом, способствующим развитию туризма. 
Средства и способы защиты кружева саба были частью консультаций, проведенных Нидерландами в рамках реализации ими инициатив ЮНЕСКО по защите и сохранению знаковых культурных ценностей. 
В 2014 году кружево Саба и «кружевные дамы» были удостоены Премии карибской культуры принца Бернхарда.